# Азбаба
Азбаба́ (тат. Акхуҗа) — деревня в Апастовском районе  Республики Татарстан, в составе муниципального образования «Верхнеаткозинское сельское поселение».

## География
Деревня находится в 3 километрах от реки Свияга, в 35 километрах к северу от посёлка городского типа Апастово.

## Население
| 1782 | 1859 | 1897 | 1908 | 1926 | 1938 | 1949 | 1958 | 1970 | 1979 | 1989 | 2000 | 2002 | 2010 | 2015 |
| ---- | ---- | ---- | ---- | ---- | ---- | ---- | ---- | ---- | ---- | ---- | ---- | ---- | ---- | ---- |
| 39   | 299  | 601  | 751  | 717  | 801  | 645  | 478  | 493  | 439  | 308  | 300  | 306  | 271  | 283  |

Национальный состав села: татары — 62%, чуваши — 37%.

## Религия
Мечеть (с 2015 г.), церковь (с 2014 г.).